# Ачисайський сільський округ
Ачиса́йський сільський округ (каз. Ащысай ауылдық округі, рос. Ачисайский сельский округ) — адміністративна одиниця у складі Кентауської міської адміністрації Туркестанської області Казахстану. Адміністративний центр та єдиний населений пункт — село Ачисай.
Населення — 1677 осіб (2021; 2176 у 2009, 3839 у 1999, 6060 у 1989).
Станом на 1989 рік існувала Ачисайська селищна рада (смт Ачисай).